# Filipinas nos Jogos Olímpicos de Verão de 1988
Filipinas participou dos Jogos Olímpicos de Verão de 1988 em Seul, na Coreia do Sul. Conquistou apenas uma medalha, de bronze, com Leopoldo Serantes. Foi a décima quarta participação do país em Jogos Olímpicos de Verão.